# Папиле
Папиле — местечко в Акмянском районном самоуправлении (Шяуляйский уезд Литвы), недалеко от реки Вента.

## История
Поселение впервые упоминается в 1339 году после того, как эта территория подверглась набегу Ливонского ордена. С тех пор сохранились два городища.
После христианизации Жемайтии поселение принадлежало Жемайтийскому епископу, и в 1493 году здесь была построена первая церковь. С 1600 года поселение известно как город. В 1703 году городу была предоставлена привилегия иметь рыночную площадь.
В Папиле жила небольшая община евреев-литваков.
22 июля 1941 года айнзацгруппа из 20 литовских полицейских и белоповязочников (литовских националистов) убила в общей сложности 40 еврейских мужчин. После расправы над евреями на место расстрела также привезли и убили сторонников советской власти. Всего в тот день было убито 55 человек. Останки жертв после войны были перенесены на кладбище Папиле.

## Известные люди
Анархистка Эмма Голдман недолгое время жила в этом городе в детстве, когда её отец держал здесь гостиницу. В Папиле она близко подружилась со слугой одной семьи по имени Петрушка. Находясь в Папиле, она была свидетельницей того, как «полуобнажённое человеческое тело хлестали кнутом» ; этот опыт ужаснул её и способствовал формированию у неё на всю жизнь отвращение к жестокой власти.
В Папиле похоронен писатель и историк Симонас Даукантас.
Папиле — место рождения Авраама Уильяма Бриско (1850—1917), который стал известным бизнесменом в Ирландии. Сын Авраама, Роберт Бриско (1894—1969), был ирландским революционным лидером и законодателем. Роберт был первым евреем, занявшим пост лорд-мэра Дублина (1956—1957 и 1961—1962). Узнав, что Дублин избрал еврея своим мэром, легендарный американский бейсболист Йоги Берра метко заметил: «Только в Америке». Сын Роберта Бен (внук Авраама) также занимал пост лорд-мэра Дублина (1988—1989).
Арон Довид Бурак, позднее — известный ортодоксальный раввин и лидер иешивы в США, родился в Папиле в начале 1890-х годов.
Хацкель Лемхен, лингвист, герой документального фильма «Дядя Хацкель», родился в Папиле в 1904 году.
Сэмюэль Гочин, дед активиста Холокоста Гранта Артура Гочина, родился в Папиле в 1902 году.

## Достопримечательности

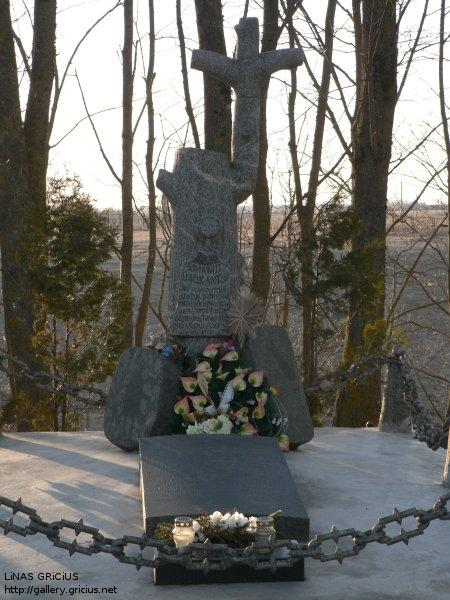
Могила Симонаса Даукантаса
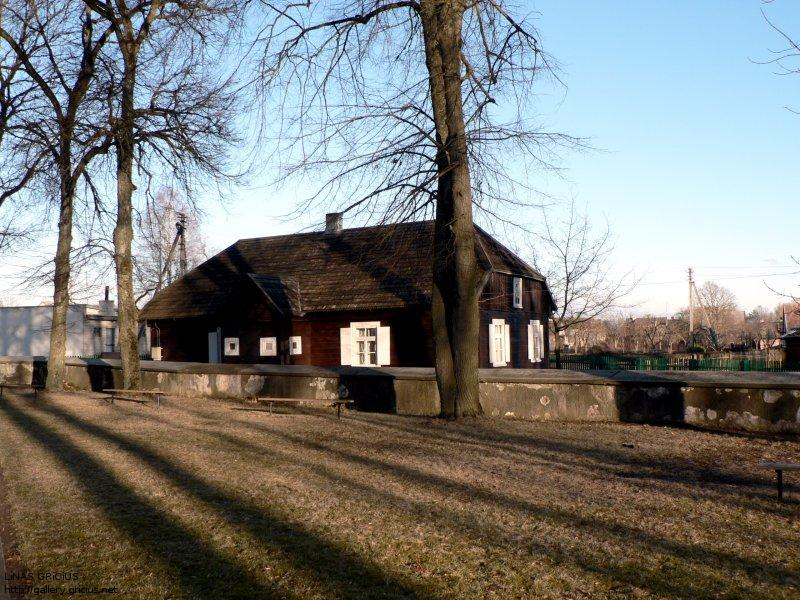
Мемориальный музей Симонаса Даукантаса
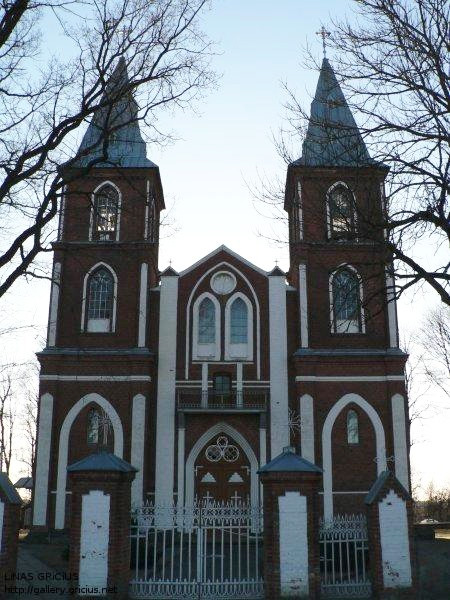
Церковь Папиле